# Воронін Андрій Вікторович
Андрі́й Ві́кторович Воро́нін (нар. 21 липня 1979, Одеса, Українська РСР, СРСР) — колишній український футболіст, нападник. Виступав за німецькі клуби «Борусія» (Менхенгладбах), «Майнц», «Кельн», «Баєр», «Ліверпуль», «Герту», «Фортуна» та російський клуб «Динамо» (Москва). Чвертьфіналіст чемпіонату світу 2006 року та учасник чемпіонату Європи 2012 року у складі збірної України, у складі якої провів 74 матчі та забив 8 м'ячів — входить до першої десятки в історії збірної за обома цими показниками, а також за гольовими передачами. Нині — тренер.

## Життєпис
Андрій Воронін народився 21 липня 1979 року в Одесі.

## Ігрова кар'єра
У 1994 році 15-річний одесит, вихованець юнацької команди «Чорноморця», привернув до себе увагу закордонних тренерів (Андрій і його команда вдало виступили на турнірі в Австрії) і його запросили до Німеччини — у відому команду «Боруссію» (Менхенгладбах).

### Борусія (Менхенгладбах)
До 20 років Воронін продовжував перебувати в Менхенгладбасі. Він дебютував у німецькій Бундеслізі проти «Баварії» в 1997 у віці 18 років. Але молодому нападникові було важко потрапити до основи такого сильного колективу, який виступав у першій (найвищій) Бундеслізі. Зігравши всього 7 матчів і забивши 1 гол у вищому дивізіоні, він погодився на перехід до «Майнца» з другої Бундесліги, де отримав місце у стартовому складі і можливість здобувати ігровий досвід.

### Майнц
Андрій Воронін став одним із найкращих форвардів другої Бундесліги, а потім уже перебрався і до першої — до «Кельна».

### Кельн
За результатами сезону 2003—2004 років «Кельн» понизився у статусі, однак Воронін отримав змогу залишитися у вищому дивізіоні — ним зацікавився леверкузенський «Байєр». Керівництво клубу було вражене його грою в Кельні, особливо нічиєю 2:2 проти них, коли Воронін забив один гол і створив небезпечний момент, внаслідок якого забили другий м'яч. Після тієї гри «Експрес» назвав його «єдиним дійсно хорошим футболістом у Кельні», а «Bild» писав: «Один тільки нападник „Кельна“, (Воронін) був більш небезпечний, ніж уся зоряна атака „Байєра“ (Шнайдер, Понте, Невіль і Бербатов)».

### Байєр
Після успішних виступів за «Баєр» (забив 37 голів), а також на міжнародному рівні (участь у ЧС-2006 в Німеччині, де Україна дійшла до чвертьфіналу), контракт Вороніна закінчувалася наприкінці сезону 2006-07, і він повідомив, що не збирається його продовжувати. За гравця почалася боротьба клубів із Франції, Іспанії, Італії та Шотландії.

### Ліверпуль
26 лютого 2007 «Ліверпуль» оголосив про підписання контракту з Вороніним на правах вільного агента і що він приєднається до команди протягом літа. Андрія представили як гравця «Ліверпуля» 6 липня 2007 після підписання чотирирічного контракту. 11 серпня 2007 він дебютував у прем'єр-лізі, вийшовши на заміну на 78-й хвилині матчу проти Астон Вілли. Через кілька днів, 15 серпня 2007 року, Андрій забив свій перший гол за «Ліверпуль» у відбірковому матчі Ліги чемпіонів проти «Тулузи». А 25 серпня 2007 прийшов перший успіх у Прем'єр-лізі — у грі із «Сандерлендом» на 87-й хвилині. Далі справи в українського нападника пішли не найкраще. 25 січня 2008 він пошкодив ногу на тренуванні і переніс операцію. Через невелику кількість виступів з'явилися чутки, що Рафа Бенітес збирається продати українського форварда. Однак вони не підтвердилися: Воронін зіграв декілька літніх товариських матчів і забив 3 голи. Перший матч у сезоні 2009/10 він провів у кваліфікації Ліги чемпіонів проти «Ліона». Виступ не вдався, Андрій утратив багато моментів, і в підсумку його замінили.

### Герта
В останній день трансферного вікна міжсезоння 2008 року Андрія Вороніна відали в оренду до берлінського клубу «Герта» на один сезон. Забив два голи в матчі з «Баварією» 14 лютого (2-1), і зробив хет-трик у матчі з «Енергі». 11 квітня 2009, після фолу проти Леона Андреасена з «Ганновера 96», Андрій покинув поле, отримавши ювілейну 1000-у червону картку в історії Бундесліги.

### Динамо (Москва)
8 січня 2010 було оголошено, що «Ліверпуль» отримав 4 млн фунтів стерлінгів від московського «Динамо». Два дні пізніше Воронін офіційно підписав контракт з москвичами.

### Фортуна (Дюссельдорф)
31 липня 2012 «Фортуна» Дюссельдорф оголосила, що підписала Вороніна на один рік на правах оренди.

## Збірна України

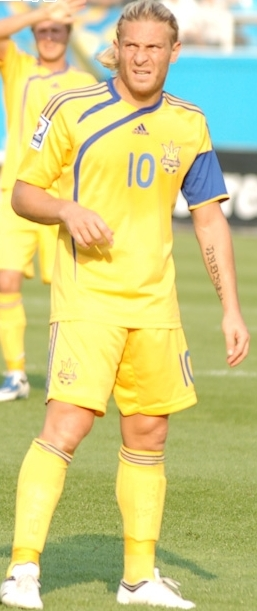
Андрій Воронін у складі збірної України

Під час перебування в Майнці, Воронін отримав виклик до збірної України до 21 року. В березні 2002 року, у віці 22 років він дебютував в товариському матчі проти збірної Румунії (4-1). Не дивлячись на непогану гру, він був виключений з команди, яку на той час очолював Леонід Буряк. Але в 2002 році він був викликаний до збірної знову, і забив свій перший гол у ворота збірної Греції у відбірковому матчі Євро 2004. Також забивав збірній Іспанії (2-2) в березні 2003 року. Разом зі збірною дійшов до чвертьфіналу ЧС-2006, де в підсумку Україна програла майбутнім чемпіонам — Італії. 15 серпня 2012 року, у матчі проти збірної Чехії у Львові, Андрій Воронін припинив свої виступи у збірній.

## Тренерська кар'єра
У жовтні 2016 року, після проходження курсів у ФФУ, Андрій Воронін отримав диплом тренера.
З 14 жовтня 2020 року до 1 березня 2022 року працював асистентом головного тренера російського клубу «Динамо» (Москва).

## Статистика виступів

### Клубна
| Клуб                     | Сезон             | Чемпіонат | Чемпіонат | Кубок | Кубок | Єврокубки | Єврокубки | Всього | Всього |
| Клуб                     | Сезон             | Ігри      | Голи      | Ігри  | Голи  | Ігри      | Голи      | Ігри   | Голи   |
| ------------------------ | ----------------- | --------- | --------- | ----- | ----- | --------- | --------- | ------ | ------ |
| Боруссія (Менхенгладбах) | 1997-98           | 7         | 1         | 0     | 0     | 0         | 0         | 7      | 1      |
| Боруссія (Менхенгладбах) | 1998-99           | 0         | 0         | 0     | 0     | 0         | 0         | 0      | 0      |
| Боруссія (Менхенгладбах) | 1999-00           | 2         | 0         | 0     | 0     | 0         | 0         | 2      | 0      |
| Майнц                    | 2000-01           | 10        | 1         | 1     | 0     | 0         | 0         | 11     | 1      |
| Майнц                    | 2001-02           | 34        | 8         | 2     | 1     | 0         | 0         | 36     | 9      |
| Майнц                    | 2002-03           | 31        | 20        | 1     | 0     | 0         | 0         | 32     | 20     |
| Кельн                    | 2003-04           | 19        | 4         | 2     | 2     | 0         | 0         | 21     | 6      |
| Баєр                     | 2004-05           | 32        | 15        | 1     | 0     | 5         | 2         | 38     | 17     |
| Баєр                     | 2005-06           | 29        | 7         | 2     | 1     | 2         | 0         | 33     | 8      |
| Баєр                     | 2006-07           | 31        | 10        | 2     | 0     | 10        | 2         | 43     | 12     |
| Ліверпуль                | 2007-08           | 19        | 5         | 1     | 0     | 7         | 1         | 27     | 6      |
| Герта                    |                   |           |           |       |       |           |           |        |        |
| 2008-09                  | 27                | 11        | 1         | 0     | 5     | 0         | 33        | 11     |        |
| Ліверпуль                | 2009-10           | 8         | 0         | 0     | 0     | 3         | 0         | 11     | 0      |
| Динамо (Москва)          | 2010              | 26        | 4         | 3     | 0     | 0         | 0         | 29     | 4      |
| Динамо (Москва)          | 2011-12           | 37        | 11        | 4     | 2     | 0         | 0         | 41     | 13     |
| Фортуна                  | 2012-13           | 9         | 0         | 1     | 0     | 0         | 0         | 10     | 0      |
| Динамо (Москва)          | 2013-14           | 17        | 7         | 0     | 0     | 0         | 0         | 17     | 7      |
| Всього за кар'єру        | Всього за кар'єру | 338       | 104       | 21    | 6     | 32        | 5         | 391    | 115    |

### Голи за збірну
| #  | Дата              | Стадіон                | Суперник    | Рахунок | Результат | Змагання                  |
| -- | ----------------- | ---------------------- | ----------- | ------- | --------- | ------------------------- |
| 1. | 12 жовтня 2002    | Київ, Україна          | Греція      | 2-0     | Перемога  | Кваліфікація до Євро-2004 |
| 2. | 28 березня 2003   | Київ, Україна          | Іспанія     | 2-2     | Нічия     | Кваліфікація до Євро-2004 |
| 3. | 30 березня 2005   | Київ, Україна          | Данія       | 1-0     | Перемога  | Кваліфікація до ЧС-2006   |
| 4. | 8 червня 2006     | Люксембург, Люксембург | Люксембург  | 3-0     | Перемога  | Товариський               |
| 5. | 15 серпня 2006    | Київ, Україна          | Азербайджан | 6-0     | Перемога  | Товариський               |
| 6. | 21 листопада 2007 | Київ, Україна          | Франція     | 2-2     | Нічия     | Кваліфікація до Євро-2008 |
| 7. | 1 червня 2011     | Київ, Україна          | Узбекистан  | 2-0     | Перемога  | Товариський               |
| 8. | 28 травня 2012    | Куфштайн, Австрія      | Естонія     | 4-0     | Перемога  | Товариський               |

## Родина
Андрій одружений з одеситкою Юлією. Подружжя має сина Андрія (2007) та доньку Соню (2008). 5 березня 2015 року родина поповнилася — народився син Даніель. Від першого шлюбу Андрій має доньку Машу.

## Мовне питання
Із 16-літнього віку жив у Німеччині. Після поразки України від Литви в листопаді 2007 року, на звернення до нього журналіста українською мовою сказав:
«Ти можеш до мене звертатись російською мовою?» (рос. Ты можешь ко мне обращаться на русском языке?). Коли журналіст сказав, що звертається до нього державною мовою, і футболіст повинен поважати її, Воронін повідомив: «Навіщо мені потрібна ваша українська, я в Одесі народився і ніхто там української навіть не чув» («Зачем мне нужен ваш украинский, я в Одессе родился и никто там украинского даже не слышал…»)

## Нагороди і досягнення

### Командні
- Фіналіст Кубка Росії: 2011/12

### Особисті
- Найкращий гравець турніру на призи Стефана Решка (Ужгород): 1994[2]